# Schloss Weims

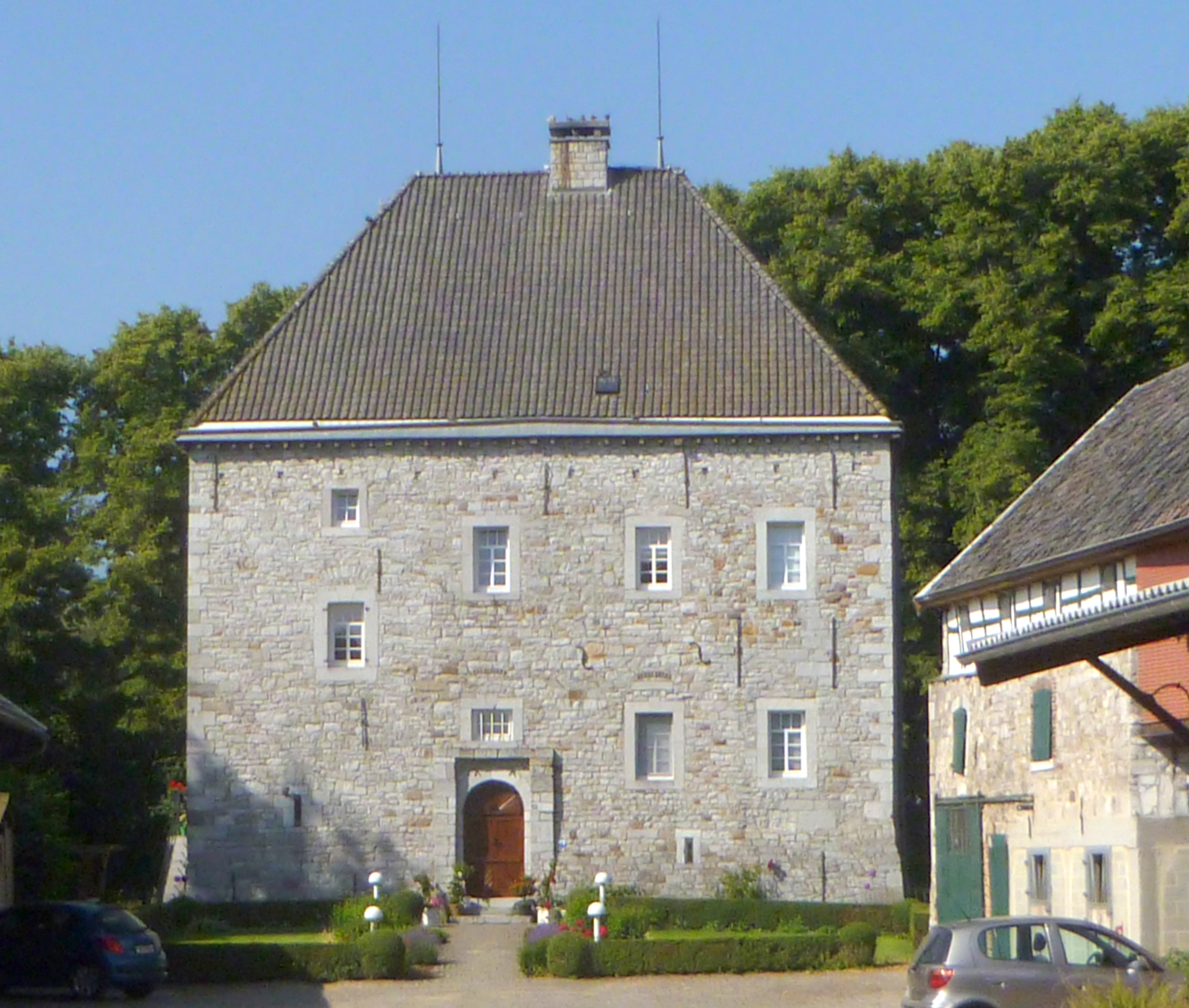
Schloss Weims – Wohnturm

Schloss Weims ist ein Wasserschloss in der belgischen Ortschaft Kettenis. Eine Erstnennung fand im Jahr 1334 statt. Seinen Namen verdankt es Johann von Weims, dessen Frau Jüttgen von Liebernmyn das Anwesen 1408 mit in die Ehe brachte.

## Geschichte

Der Wohnturm der Anlage um 1912

Das Wasserschloss Weims entstand im 14. Jahrhundert durch Teilung aus dem Rittergut Libermé und wurde wie Libermé Lehnsgut des Aachener Marienstiftes. Anfangs war bis zur besagten Jüttgen von Libernmyn eine Nebenlinie der Familie von Libermé Besitzer des Schlosses, bevor dieses dann in die Familie Weims überging. Durch die Heirat der Johanna von Weims mit dem Junker Derich van Hirtz, genannt Landscron, kam das Schloss 1524 im Besitz der Familie van Hirtz, die es bis zur Mitte des 17. Jahrhunderts behielt. Die heutigen, ursprünglich ganz von Wasser umgebenen Gutsgebäude wurden im 16. Jahrhundert auf Geheiß dieser Familie errichtet und der Bau des heutigen Wohnturmes wird einem Wilhelm von Hirtz um 1551 zugeschrieben. Um 1581 umfasste das Weimser Gut 58 Morgen und 25 Ruten und war über eine Zugbrücke und eine Allee von der Ketteniser Hochstraße zu erreichen.
Im Dreißigjährigen Krieg nahm Schloss Weims großen Schaden. Beim anschließenden Wiederaufbau wurde ein Großteil der Wassergräben zugeschüttet. Nachdem ab 1678 die Besitzer mehrfach wechselten, wurde im Jahre 1755 der Montzener Arzt Jean Lambert Rasquin mit dem Anwesen belehnt, der dem Herrenhaus sein heutiges Aussehen verlieh. Im Zuge dieser Renovierungsmaßnahmen wurde zugleich der westliche Flügel des Wirtschaftsgebäudes erneuert und die Zugbrücke abgebaut. Nach dem Tod des Arztes im Jahre 1780 ging der Besitz an den Advokaten Jean Guillaume Joseph Poswick, der der letzte Lehnsherr des Aachener Marienstiftes war. Sein Sohn Pierre André Guillaume Joseph Poswick (1769–1851), unter anderem von 1794 bis 1828 Bürgermeister von Kettenis und Besitzer von Schloss Libermé, verkaufte Weims an den Eupener Bürgermeister Andreas Joseph Franz von Grand Ry. Dessen Enkel Andreas Karl Hubert de Grand Ry erbte das Anwesen und ließ 1892 den östlichen Flügel des Wirtschaftsgebäudes erneuern, bevor den gesamten Besitz sein Sohn Andreas Joseph Julius de Grand Ry erhielt. Dieser verkaufte 1917 Schloss Weims an die Brüder Nicolas und Leo Miessen, deren Nachkommen noch heute im Besitz des Schlosses, seiner Wirtschaftsflügel und von insgesamt 36 ha Land sind.
Heutzutage besteht das Anwesen unter anderem aus dem Herrenhaus, einem landwirtschaftlichen Hof sowie einem Bed-and-Breakfast-Hotel. Seit 1988 steht der Wohnturm unter Denkmalschutz.

## Beschreibung
Das Herrenhaus besticht durch seine massive, nahezu quadratische, zweigeschossige Turmbauweise aus Sandbruchstein mit Eckquadern und abgestuftem Sockel und einem auf Klötzen ruhenden Ziegeldach mit langen Walmen. Die eigentliche Hauptfassade befindet sich auf der Nordostseite in Richtung zur Hochstraße und wird geprägt durch eine rundbogige Eingangstür mit zwei vorspringenden Pfeilern, die ehemals als Anschlag der Brücke dienten. Mehrere rechteckige Fensteröffnungen mit geradem Sturz sind aus dem 18. Jahrhundert, wobei einige der ursprünglichen Öffnungen, über denen noch die Entlastungsbögen zu sehen, aus dem 16. Jahrhundert stammen. Ähnliches findet sich an der Nordwest- und Südostfassade, dazu noch einzelne Schießscharten. Die Südwestfassade ist gekennzeichnet durch mehrere Schießscharten in Höhe des Sockels und in der Etage sowie eine schmale vermauerte Quersprossenöffnung und Spuren von früher durch schwere blausteinerne Kragsteine gehaltene Aborte.
Die beiden früher ebenfalls von einem Wassergraben umgebenen Wirtschaftsflügel sind Ausdruck verschiedener Epochen. Aus der ersten Bauphase gegen Ende des 16. Jahrhunderts stammt am Westflügel noch die rundbogige Wageneinfahrt mit vorspringenden, im rechteckigen Anschlag eingeschriebenen Kämpfern, die früher zur Aufnahme der Zugbrücke bestimmt waren. Dem schließt sich der neuere Anbau an, der durch Ankereisen auf das Jahr 1761 datiert ist. Die Parterre ist in Bruchsteinen gehalten, während das Obergeschoss einst aus Fachwerk bestand. Der gegenüberliegende östliche Flügel mit seinem weit überstehenden und von Konsolen gestütztem Pfalzziegelsatteldach dient ausschließlich als Stallungen und wurde vor 1899 grundlegend verändert, erneuert und erweitert.